# Cloacina

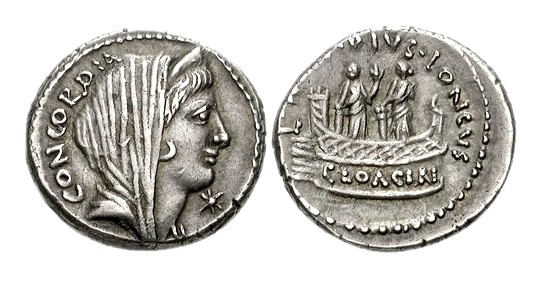
Monedas de Venus Cloacina

Cloacina (Cloaca, “alcantarilla” o “purificador” en latín arcaico) era, en la mitología romana,  la diosa que regía la Cloaca Máxima, el sistema de alcantarillado de Roma.
Se dice que la Cloaca Máxima fue comenzada por Tarquinio Prisco, y fue terminada por Tarquinio el Soberbio.

## Culto
Se contaba que Tito Tacio, que reinó con Rómulo, encontró un busto en la Cloaca Máxima y como no sabía de quien era la estatua, la consagró a Cloacina. Su culto provenía originalmente de la mitología etrusca. Además de ser la divinidad de las alcantarillas, era también protectora del coito en el matrimonio. Más adelante fue adorada como un aspecto menor de Venus en la pequeña "Capilla de Venus Cloacina", erigida frente a la Basílica Emilia en el foro romano, directamente sobre la Cloaca Máxima. 
Algunas monedas romanas tenían grabadas imágenes de Cloacina o de su capilla. 
Cloacina también era adorada con rezo rimado.